# 渋沢栄一伝記資料
『渋沢栄一伝記資料』（しぶさわえいいちでんきしりょう、英語:The Shibusawa Eiichi Denki Shiryo）は、実業家かつ社会事業家である渋沢栄一（1840-1931）の伝記を書くための資料を収集、編纂した資料集。1955年から1965年にかけて渋沢栄一伝記資料刊行会から本編全58巻が刊行され、1966年から1971年にかけて渋沢青淵記念財団竜門社から別巻全10巻が刊行された。2016年からは公益財団法人渋沢栄一記念財団からデジタル版が公開されている。
編纂事業を実質的に主宰した渋沢敬三（栄一の嫡孫）は、身内が伝記を書くと我田引水になるので、外部の人に書いてもらうための資料を収集しておく、という方針を立て、栄一自身も賛成していた。そうして編纂された全68巻4万8千ページに及ぶこの資料集は、単に渋沢栄一の足跡を示すだけでなく、ひろく近代日本史研究のための資料の役目も果たしている。

## 構成

### 本編58巻
本編は渋沢の生涯を3つの時期に区切って構成され、第1編「在郷及び仕官時代」は渋沢栄一が1840年に誕生してから、1873年に大蔵省を辞職するまでの33年間、第2編「実業界指導並に社会公共事業尽力時代」は1873年の第一国立銀行創設から70歳で実業界を引退する1909年までの36年間、第3編「社会公共事業尽瘁並に実業界後援時代」は1909年から91歳で没する1931年までの22年間の内容。全58巻の内訳は、第1～3巻が第1編、第4～29巻が第2編、第30～57巻が第3編、そして第58巻が索引巻である。

### 別巻10巻
別巻は渋沢の日記、書簡、講演、談話、余録、遺墨、写真が、資料ごとに収録されている。

## 記載形式
本編のうち第1編は出来事を年月日順に並べた編年体で記載されているが、第2編と第3編は関わった事業・分野ごとに、それぞれ編年体で記載されている。
本編の資料の記載形式は、一項目ごとに出来事の要約を記した綱文をたて、その次に典拠となる基本資料・参考資料を時系列に引用して一括りとするという形をとっている。多くの場合、一つの事業に対していくつもの綱文が付与され、それぞれに一つ以上の典拠資料が収録されている。本編の中にはこの綱文と典拠資料のセットが約7,500あり、引用されている典拠資料はのべ35,000ほどになる。この形は『大日本史料』や『大日本維新史料』 を参考にしたと言われている。

## 検索手段
本編第58巻には「事業別年譜」「総目次」「50音順款項目索引」が収録され、検索の便がはかられている。
「事業別年譜」は、第1部「実業・経済」と第2部「社会公共事業」で構成されており、それぞれ関わった事業ごとに「綱文」が年月日順に記載され、対応する本編の巻とページが付記されている。伝記資料本編では1つの事業が年代により第2編と第3編に分かれて記載されていることが多いが、事業別年譜ではそれを通して見ることができる。
「総目次」には全巻の目次が全て掲載され、対応する本編の巻とページが付記されている。
「50音順款項目索引」は、総目次に挙げられた款項目を、現代かな遣いに従って50音で配列したものである。

## 編纂の経緯
渋沢栄一の伝記を書くための資料収集は、栄一存命中から行われていた。早くも1887年9月から10月にかけて本人が自分の経歴を書生たちに語り、それを記録したものが「雨夜譚」としてまとめられた。1900年には「雨夜譚」全文を掲載した『青淵先生六十年史』が竜門社から刊行された。1917年からは同族会編纂所により「御伝記」と呼ばれる資料の編纂が始まったが、1923年の関東大震災で稿本や資料が焼失して中断した。1926年から1930年にかけては渋沢敬三が中心となり、栄一を囲んで経歴を聴き、それを記録した「雨夜譚会談話筆記」がまとめられた。
1931年に栄一が没した後、1932年から1935年にかけて歴史学者幸田成友による伝記資料の編纂が行われ、栄一の日記、演説集、書簡、談話集などが収集された。1936年からは経済学者土屋喬雄による伝記資料編纂が行われ、1944年に『渋沢栄一伝記資料』第1巻が岩波書店から刊行されたが、戦時下編纂所は閉鎖され、後続巻は刊行されなかった。
戦後1954年から渋沢青淵記念財団竜門社による伝記資料編纂が始まり、翌1955年から1965年にかけて本編全58巻が渋沢栄一伝記資料刊行会から刊行された。土屋による「後記」と刊行事歴は『渋沢栄一伝記資料』第57巻末に掲載されている。監修者の土屋喬雄には朝日文化賞が贈られた。その後の刊行は竜門社が引き継ぎ、1966年から1971年にかけて別巻10巻が刊行された。

## デジタル化
2004年からは渋沢栄一記念財団によるデジタル化事業が始まり、画像データ化、目次データ化、全文テキスト化、という3つの段階を経て、2016年に索引巻を除く本編57巻のデータが公開された。これにより伝記資料本編の内容をフリーワードで検索することが可能になった。この事業は第19回図書館サポートフォーラム賞を受賞している。別巻については、資料の形式ごとに公開へ向けた準備が順次進められている。2021年4月には別巻第1と第2に収録されている渋沢栄一の「日記」が、国立歴史民俗博物館総合資料学奨励研究の成果として「渋沢栄一ダイアリー」の名称で公開された。また同年12月には別巻第10に収録されている「写真」が、同じく国立歴史民俗博物館総合資料学奨励研究成果として「渋沢栄一フォトグラフ」の名称で公開された。